# 곽지유
곽지유(1984년 11월 17일 ~ )는 대한민국의 배우이다. 학력은 서울예술대학 출신이다.

## 드라마
- 2020년 OCN 드라마 《번외수사》 - 메인작가 역
- 2021년 MBC 일일드라마 《밥이 되어라》- 정훈 모 역
- 2021년 TV조선 토일드라마 《엉클》

## 영화
- 2015년 《미쓰 와이프》- 간호사 역
- 2015년 《우리 엄마》
- 2016년 《국가대표 2》- 국가대표팀 역
- 2018년 《양아치 느와르》
- 2019년 《내 안의 그놈》- 간호사 역
- 2020년 《태어나자마자 핵인싸》
- 2021년 《여타짜》- 미혜 역

## 공연
- 2014년 : 코카서스의 백묵원

## 연극
- 2014년 : 코카서스의 백묵원